# New Zealand Cycle Classic
La New Zealand Cycle Classic (fins al 2012 coneguda com a Tour de Wellington o Trust House Classic) és una cursa ciclista per etapes que es disputa anualment per les carreteres dels voltants de Wellington, la capital de Nova Zelanda.
La primera edició es disputà el 1988 i fins al 1998 va estar reservada a ciclistes amateurs. Des del 2005 la cursa forma part de l'UCI Oceania Tour, amb una categoria 2.2.
Brian Fowler, amb quatre victòries, és el ciclista que més vegades l'ha guanyat.

## Palmarès
| Any                       | Vencedor           | Segon             | Tercer             |
| ------------------------- | ------------------ | ----------------- | ------------------ |
| Tour de Wellington        |                    |                   |                    |
| 1988                      | Darren Rush        |                   |                    |
| 1989                      | Brian Fowler       |                   |                    |
| 1990                      | Brian Fowler       |                   |                    |
| 1991                      | Brian Fowler       |                   |                    |
| 1992                      | Brian Fowler       |                   |                    |
| 1993                      | Clark Richards     |                   |                    |
| 1994                      | Ric Reid           |                   |                    |
| 1995                      | Robbie McEwen      |                   |                    |
| 1996                      | Ric Reid           |                   |                    |
| 1997                      | Corey Sweet        |                   |                    |
| 1998                      | Hayden Bradbury    |                   |                    |
| 1999                      | Julian Dean        | Cory Williams     | Warren Clarke      |
| 2000                      | Brendon Vesty      | Bryce Shapley     | Bart Hickson       |
| 2001                      | Christopher Jenner | Graeme Miller     | Brendon Vesty      |
| 2002                      | Robin Reid         | Hayden Roulston   | Bryce Shapley      |
| 2003                      | Matthew Yates      | Geoffrey Burndred | Timothy Gudsell    |
| 2004                      | Eric Wohlberg      | Robin Reid        | Charles Dionne     |
| 2005                      | Matthew Lloyd      | Fraser MacMaster  | Peter Latham       |
| 2006                      | Hayden Roulston    | Timothy Gudsell   | Evan Oliphant      |
| 2007                      | Hayden Roulston    | Craig McCartney   |                    |
| 2008                      | Travis Meyer       | Robin Reid        | David Pell         |
| 2009                      | Peter McDonald     | Jeremy Vennell    | Timothy Roe        |
| 2010                      | Michael Torckler   | Lachlan Norris    | Jay Robert Thomson |
| 2011                      | George Bennett     | Patrick Lane      | James Williamson   |
| New Zealand Cycle Classic |                    |                   |                    |
| 2012                      | Jay McCarthy       | Darren Lapthorne  | Campbell Flakemore |
| 2013                      | Nathan Earle       | Benjamin Dyball   | William Walker     |
| 2014                      | Michael Vink       | James Oram        | Adam Phelan        |
| 2015                      | Taylor Gunman      | Jason Christie    | Dion Smith         |
| 2016                      | Ben O'Connor       | Mark O'Brien      | Stephen Williams   |
| 2017                      | Joseph Cooper      | Logan Griffin     | James Oram         |
| 2018                      | Hayden McCormick   | Ian Bibby         | Robert Stannard    |
| 2019                      | Aaron Gate         | Jesse Featonby    | Jay Vine           |
| 2020                      | Rylee Field        | Aaron Gate        | Corbin Strong      |
| 2021                      | Corbin Strong      | Finn Fisher-Black | Aaron Gate         |
| 2022                      | Mark Stewart       | Ollie Jones       | Laurence Pithie    |
| 2023                      | James Oram         | Josh Burnett      | Adne van Engelen   |
| 2024                      | Aaron Gate         | Elliot Schultz    | Ollie Jones        |